# Place des Nations (Montréal)
La place des Nations est un amphithéâtre sur l’île Sainte-Hélène à Montréal, construit pour l'exposition universelle de 1967 et situé dans ce qui est aujourd'hui le parc Jean-Drapeau,,,.

## Conception
La conception de la place des Nations est confiée à l'architecte André Blouin (1920-2015) en 1963 et prévue dès lors dans le plan directeur d'aménagement de l'Exposition universelle de Montréal de 1967. L'emplacement est adopté relativement tôt dans le processus : l'extrémité sud de l'île Sainte-Hélène. L'aménagement de la place des Nations s'échelonne de janvier à décembre 1966. Le thème de ce secteur de l'Expo sera « L'Homme cherche » qui deviendra « L'Homme interroge l'Univers ». Prévue initialement pour être temporaire, comme la plupart des pavillons de l'Expo, la place devient rapidement un projet permanent à l'initiative de Blouin et Édouard Fiset, architecte en chef d'Expo 67. En plus de collaborer avec son fils Patrick à la conception, Blouin travaille avec les ingénieurs-conseils Cyr et Houle pour la structure et Bouthillette Parizeau pour la mécanique. L'entrepreneur général est Ron Engineering and Construction Limited. Leslie Doelle et David W. Frick seront respectivement sollicités pour l'acoustique et l'éclairage de la place.

## Utilisation et réaménagement
Le lieu est abandonné et inaccessible depuis 2016. En 2024, la Société du parc Jean-Drapeau travaille à un plan de réaménagement.